# Mancomunidad de Aguas del Sorbe
La mancomunidad de Aguas del Sorbe es una mancomunidad de municipios españoles ubicada en el corredor del Henares. Se creó en 1970 para gestionar el abastecimiento de agua potable principalmente procedentes del río Sorbe a los municipios fundadores de la mancomunidad: Alcalá de Henares, Alovera, Azuqueca de Henares, Fontanar, Guadalajara, Mohernando y Yunquera de Henares.
El 23 de junio de 2009 se incorporaron a la mancomunidad los municipios de: Cabanillas del Campo, Humanes, Marchamalo, Quer, Tórtola de Henares y Villanueva de la Torre.
Da servicio a un total de 44 municipios, todos pertenecientes a la provincia de Guadalajara a excepción de Alcalá de Henares en Madrid.
La sede de la mancomunidad se encuentra en la ciudad de Guadalajara. De esta dependen la Estación de Tratamiento de Agua Potable de Mohernando, los Laboratorios de Química, Microbiología e Instrumentación para el control de la calidad del agua potable, también en Mohernando, y el Servicio de Mantenimiento de Redes de Yunquera de Henares.
El agua se suministra a los municipios procede del pantano de Beleña, aunque para casos de sequía la mancomunidad cuenta con dos herramientas extraordinarias como son la estación de bombeo de Maluque, que toma agua procedente del canal del Henares y la conducción que une el pantano de Alcorlo con la ETAP de Mohernando. 